# Smile (single van Katy Perry)
Smile is een nummer van de Amerikaanse zangeres Katy Perry uit 2020. Het is de vierde single van haar gelijknamige zesde studioalbum.
Het nummer bevat een sample uit het nummer Jamboree van de hiphopgroep Naughty by Nature. In de tekst van "Smile" spreekt Perry haar dankbaarheid uit voor veranderingen in haar leven. "Ik heb dit nummer geschreven toen ik een van de donkerste periodes van mijn leven doormaakte", zei Perry. "Als ik er nu naar luister, is het een geweldige herinnering dat ik het heb gehaald. Het zijn drie minuten van energieke hoop." Het nummer haalde Amerikaanse Billboard Hot 100 niet, maar bereikte wel de 28e positie in de Amerikaanse downloadlijst. In het Nederlandse taalgebied had het nummer ook weinig succes; met een 23e positie in de Nederlandse Tipparade en een 12e positie in de Vlaamse Tipparade.